# Соловьёвка (Днепропетровская область)
Соловьёвка (укр. Солов'ївка) — село,
Водянский сельский совет,
Верхнеднепровский район,
Днепропетровская область,
Украина.
Код КОАТУУ — 1221083308. Население по переписи 2001 года составляло 42 человека.

## Географическое положение
Село Соловьёвка находится на расстоянии до 1 км от сёл Водяное, Диденково и Кривоносово.
Рядом проходит автомобильная дорога Т-0415.